# لكمة صاعدة
لكمة صاعدة (بالإنجليزية: Uppercut)‏ هي لكمة تستخدم في الملاكمة تنتقل على طول خط عمودي عند ذقن الخصم أو الضفيرة الشمسية. تعد، جنبًا إلى جنب مع لكمة اليد الخلفية، إحدى الضربتين الرئيسيتين اللتين تعدان في الإحصائيات كلكمات قوة.[بحاجة لمصدر]

## معرض الصور

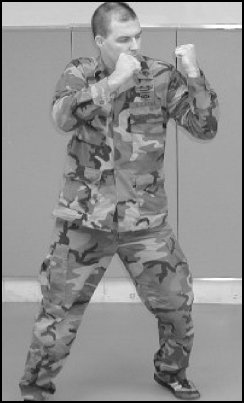
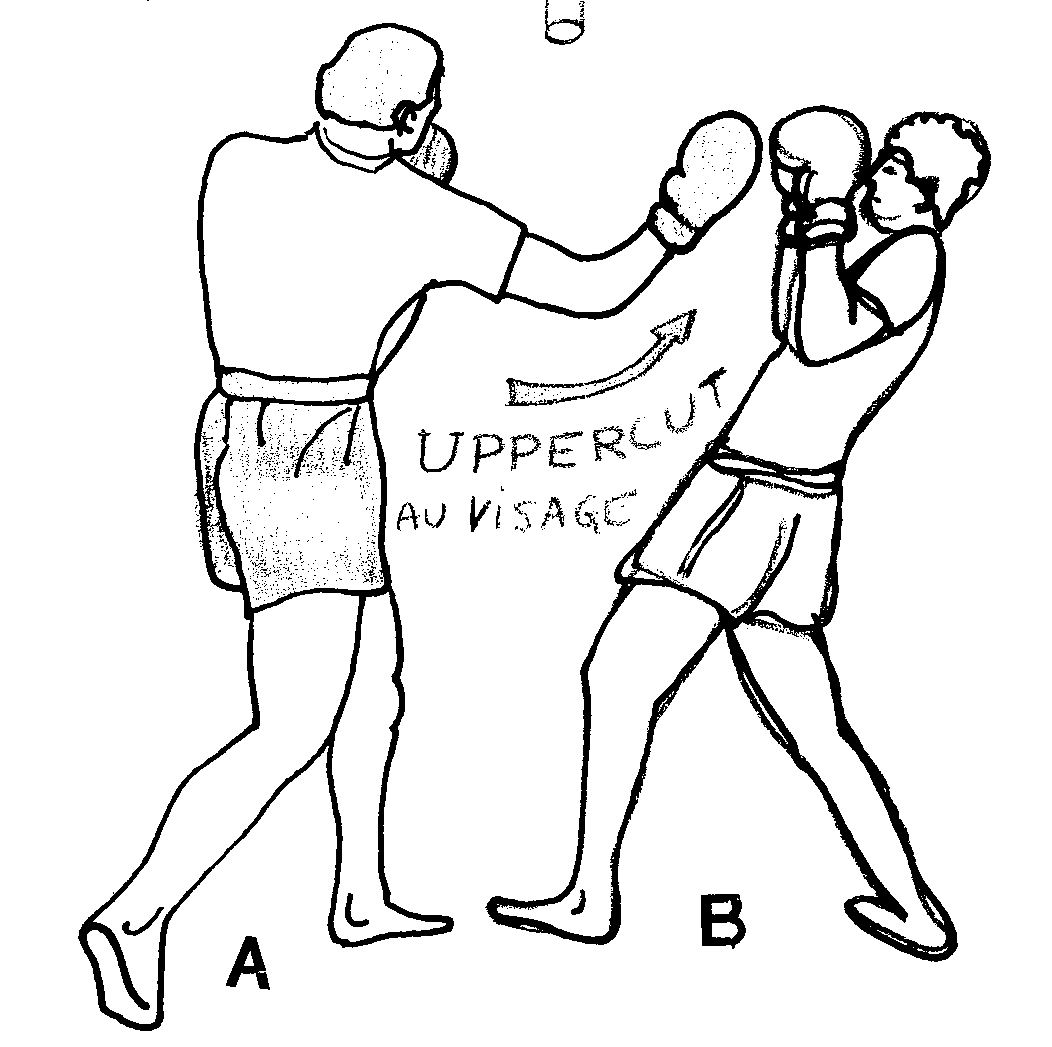
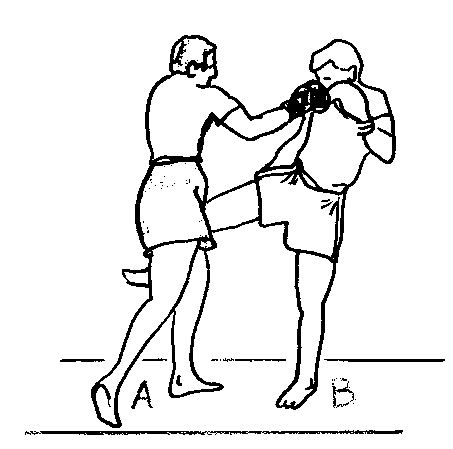
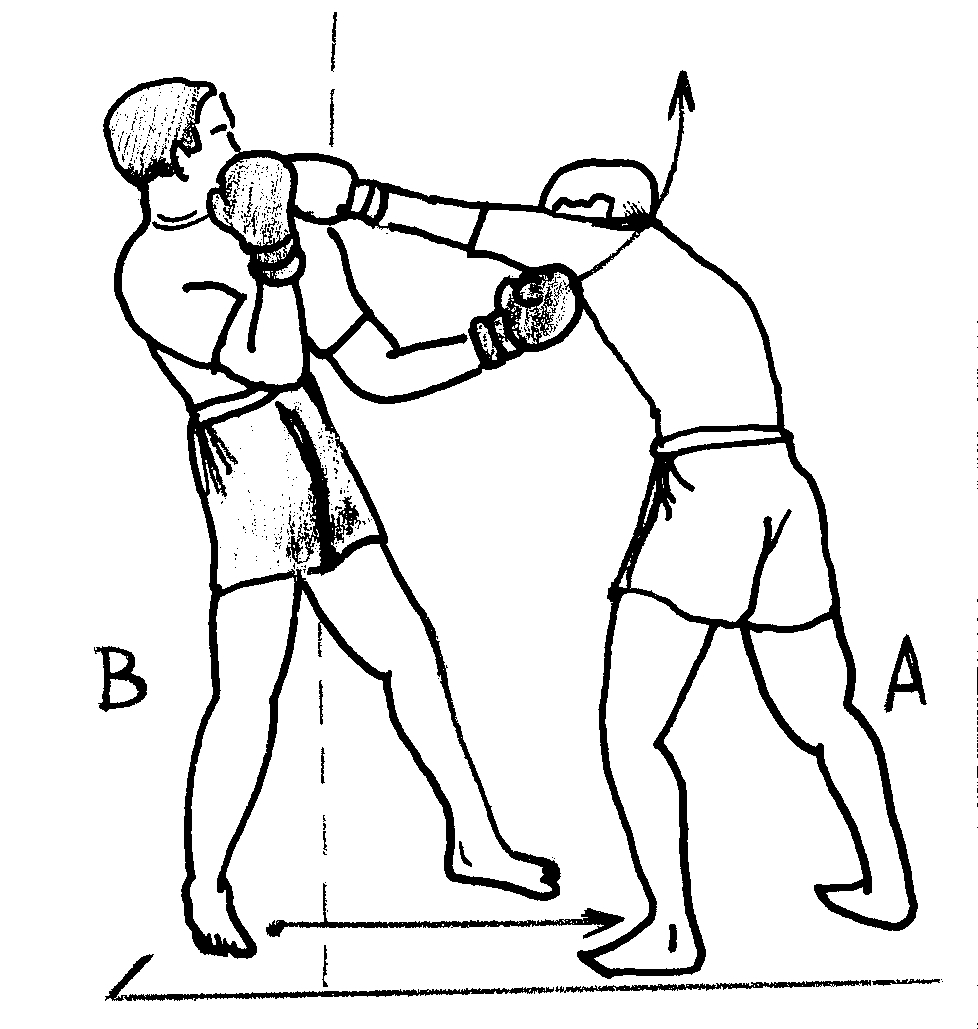
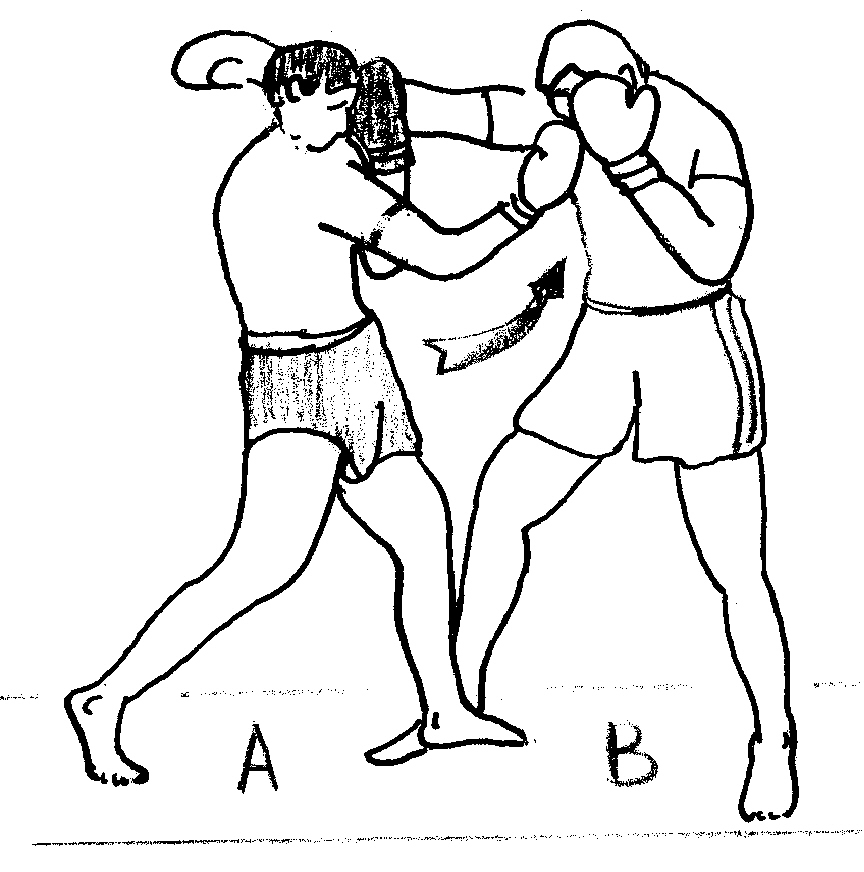